# Dracohors
Dracohors is een groep reptielen behorend tot de Archosauria.
In 2018 benoemde de Italiaanse paleontoloog Andrea Cau een klade voor die vormen die meer afgeleid zijn dan Marasuchus: Dracohors. De naam is een combinatie van het Latijn draco, "draak", en cohors, "cohort". Een eigenaardigheid is dat de naam geen meervoud is, zoals bij groepen gebruikelijk. Cau zelf gebruikte in de Engelstalige publicatie de meervoudsvorm dracohorsians hoewel de normale afleiding "dracohortans" zou zijn.
De klade werd gedefinieerd als de groep bestaande uit Megalosaurus bucklandii Mantell, 1827 en alle soorten nauwer verwant aan Megalosaurus dan aan Marasuchus lilloensis (Romer, 1971).
Dracohors omvat de Dinosauria en de Silesauridae. Dracohors moet zich afgesplitst hebben in het vroege Trias en bestaat nog steeds want omvat de vogels.
Cau vond in zijn analyse verschillende synapomorfieën, gedeelde afgeleide kenmerken, van de groep. Het middenoor heeft een recessus tympanicus anterior. De draaier heeft epipofysen op de achterste gewrichtsuitsteeksels. Er lopen bij de wervels van nek en rug richels van het wervellichaam naar het zijuitsteeksel. Het achterblad van het darmbeen is vergroot. Het schaambeen wordt langer. Het dijbeen heeft een trog in het bovenvlak terwijl de bult voor de aanhechting van het gewrichtskapsel verkleind is. Het vierde middenvoetsbeen en de vierde teen zijn verder verkleind in verhouding tot de derde digitus.